# Нью-Ноксвілл (Огайо)
Нью-Ноксвілл (англ. New Knoxville) — селище (англ. village) в США, в окрузі Оґлез штату Огайо. Населення — 946 осіб (2020).

## Географія
Нью-Ноксвілл розташований за координатами 40°29′39″ пн. ш. 84°18′59″ зх. д. / 40.49417° пн. ш. 84.31639° зх. д. (40.494239, -84.316400).  За даними Бюро перепису населення США в 2010 році селище мало площу 2,29 км², уся площа — суходіл.

## Демографія
Згідно з переписом 2010 року, у селищі мешкало 879 осіб у 355 домогосподарствах у складі 250 родин. Густота населення становила 384 особи/км².  Було 382 помешкання (167/км²).
Расовий склад населення:
| - 98,6 % — білих - 0,3 % — корінних американців |

До двох чи більше рас належало 0,7 %. Частка іспаномовних становила 1,3 % від усіх жителів.
За віковим діапазоном населення розподілялося таким чином: 27,6 % — особи молодші 18 років, 57,0 % — особи у віці 18—64 років, 15,4 % — особи у віці 65 років та старші. Медіана віку мешканця становила 39,4 року. На 100 осіб жіночої статі у селищі припадало 97,5 чоловіків;  на 100 жінок у віці від 18 років та старших — 91,6 чоловіків також старших 18 років.
Середній дохід на одне домашнє господарство  становив 73 737 доларів США (медіана — 61 429), а середній дохід на одну сім'ю — 83 008 доларів (медіана — 75 357). Медіана доходів становила 48 750 доларів для чоловіків та 39 063 долари для жінок. За межею бідності перебувало 4,0 % осіб, у тому числі 4,6 % дітей у віці до 18 років та 3,1 % осіб у віці 65 років та старших.
Цивільне працевлаштоване населення становило 483 особи. Основні галузі зайнятості: виробництво — 29,8 %, освіта, охорона здоров'я та соціальна допомога — 21,1 %, інформація — 8,5 %, будівництво — 7,0 %.